# Janusz Hochleitner
Janusz Ryszard Hochleitner (ur. 15 maja 1966 w Pasłęku, zm. 4 sierpnia 2018) – polski historyk, doktor habilitowany nauk humanistycznych, wicedyrektor Muzeum Zamkowego w Malborku.

## Życiorys
Od 1976 mieszkał w Elblągu, gdzie ukończył szkołę średnią. Był absolwentem historii na Uniwersytecie Gdańskim. W 1994 uzyskał stopień naukowy doktora na podstawie rozprawy Kult świętego Jana Nepomucena na Warmii. Od 1996 był pracownikiem naukowym w Instytucie Historii w Wyższej Szkole Pedagogicznej w Olsztynie, a następnie profesorem nadzwyczajnym Instytutu Historii i Stosunków Międzynarodowych na Wydziale Humanistycznym Uniwersytetu Warmińsko-Mazurskiego w Olsztynie. Piastował także funkcje dziekana Wydziału Zamiejscowego w Elblągu Szkoły Wyższej im. Bogdana Jańskiego. Od 1998 pełnił funkcję redaktora naczelnego rocznika Akcja wydawanego przez Akcję Katolicką Diecezji elbląskiej, zaś od 2011 był wicedyrektorem Muzeum Zamkowego w Malborku do spraw naukowo-konserwatorskich.